# Casa de las Cadenas (Sonseca)
La casa de las Cadenas es una casa solariega ubicada en el municipio de Sonseca, en la provincia de Toledo, comunidad autónoma de Castilla-La Mancha, España, junto a la Iglesia Parroquial. Debe su nombre al «privilegio de cadenas» que le fue concedido en 1762.

## Historia
La construcción de la casa data del siglo XVI y fue propiedad de los alcaldes de Sonseca, entre ellos Francisco Martín Torredeneyra, uno de los alcaldes más acaudalados de Sonseca. El 30 de abril de 1762, tras una cacería en El Castañar, el rey Carlos III y su hermano el Infante Don Luis se alojaron y comieron en la residencia. Como muestra de favor real, el rey concedió el privilegio de cadenas, un honor que permitía a la casa ostentar cadenas en la fachada como símbolo de haber albergado a la realeza. Este privilegio, que solía concederse a la alta nobleza, también se otorgaba a notables locales que hubiesen hospedado a un monarca. Las propiedades con este honor se consideraban un lugar de asilo, donde una persona que se refugiase en su interior podía estar provisionalmente a salvo de la justicia ordinaria.
El edificio fue restaurado en 2009.

## Descripción
El edificio se articula alrededor de un patio interior de estilo toledano, con un solado de cantos rodados y una columna central. La fachada principal, de sillería, destaca por su portal con jambas sobre peanas y un capitel de perfil mixtilíneo. El acceso está formado por un arco de medio punto con diez dovelas y una clave triangular. Sobre el dintel monolítico se apoya una cornisa de piedra que sostiene un balcón de hierro forjado. Los muros de la casa combinan mampostería y sillares en las esquinas, mientras que los alzados de las ventanas superiores son de ladrillo. Las cadenas que dan nombre a la casa se sujetan a dos mojones cilíndricos de piedra de 1,40 m de altura, rematados por casquetes esféricos. La reja de las ventanas es de forja artesana machihembrada.